# 信丰西站
信丰西站位于江西省赣州市信丰县嘉定镇焦坑村，是京港客运专线赣深段的一座火车站。

## 概况
信丰西站总规模为2站台4线，站房总建筑面积10000平方米，主体结构型式采用现浇钢筋混凝土框架结构体系，中央候车大厅屋面采用空间网架结构体系。年旅客发送量每年可达280万人。
站房采用下进下出的进出站方式，地上一层、局部两层、地下一层。该站的设计中，融入了脐橙、玉带桥等具有当地特色的文化元素。

## 车站楼层
| 地面 | 站厅     | 售票处、进站口、候车区、出站口      |  |  |
|      | 侧式站台 |                                     |  |  |
|      | 上行站台 | 赣深高铁 赣州西方向（下站：赣州西） |  |  |
|      |          | 赣深高铁 赣州西方向越行线           |  |  |
|      |          | 赣深高铁 深圳北方向越行线           |  |  |
|      | 下行站台 | 赣深高铁 深圳北方向（下站：龙南东） |  |  |
|      | 侧式站台 |                                     |  |  |

## 交通接驳
在车站西广场设有公交总站，的士车停靠场，南端即为赣定高速信丰出口。

#### 公交车
信丰3路，信丰10路，信丰公交大站快线。